# آنتاناناداوا
آنتاناناداوا (به لاتین: Antananadava) یک منطقهٔ مسکونی در ماداگاسکار است که در ماندریتسارا واقع شده‌است. آنتاناناداوا ۱۱٬۰۰۰ نفر جمعیت دارد و ۳۱۸ متر بالاتر از سطح دریا واقع شده‌است.